# Adelchi
 (août 2025).
Si vous disposez d'ouvrages ou d'articles de référence ou si vous connaissez des sites web de qualité traitant du thème abordé ici, merci de compléter l'article en donnant les références utiles à sa vérifiabilité et en les liant à la section « Notes et références ».
Adelchi, écrit entre 1820 et 1822, est une tragédie d'Alessandro Manzoni dont l'action se situe dans l'Italie du viiie siècle, pendant la lutte entre les Francs et les Lombards. Plus précisément, elle relate la chute du royaume lombard face à l'empereur franc Charlemagne. 
La tragédie met en scène la guerre entre les Francs et les Lombards, avec Charlemagne d'un côté et le roi lombard Didier de Lombardie et son fils Adalgis de l'autre. L'histoire explore les thèmes de la patrie, de l'ambition, de la soif de pouvoir, et de la foi, avec un accent sur le pessimisme de Manzoni. L'œuvre se concentre également sur la chute du royaume lombard et la mort d'Adalgis, symbolisant la lutte et l'honneur perdus.
Adelchi fut traduit en français par Claude Fauriel et publié en 1823 avec la traduction du Comte de Carmagnola de Manzoni et de l'essai de Goethe Examen de la tragédie de A. Manzoni intitulé « Il Conte di Carmagnola », paru à Stuttgart dans le deuxième volume de la revue Über Kunst und Altertum (II, no 3, 1820, p. 35-65).

## L'intrigue
Adelchi met en scène les événements qui ont précédé la fin du royaume lombard en Italie. Nous sommes en 772-774, en présence du roi Didier, de son fils Adalgis, d'Ermengarde, de Guntigi et de Svarto. À ces Lombards s'opposent le roi Charlemagne, le légat Albin, parmi les Français et parmi les Latins le légat apostolique Pietro, le diacre de Ravenne Martino.
L'œuvre commence dans le château royal de Pavie. L'écuyer, Vermondo, arrive pour annoncer la venue d'Ermengarde, fille de Didier, que Charles a répudiée. Le roi lombard, n'écoutant que son orgueil et l'appel de la vengeance, veut déclarer la guerre à Charlemagne et contraindre le pape Adrien à sacrer rois des Francs, les fils de Carloman ; chassés par Charlemagne, leur oncle, ils se sont, avec leur mère Gerberge, réfugiés à la Cour de Didier. En vain, Adalgis objecte qu'il faut d'abord offrir au pape réparation des préjudices qu'il a subis. Certains des ducs lombards sont pour la guerre ; d'autres, hésitants, se réunissent dans la maison de Svarto, qui a servi Didier à contrecœur et qui, pensant à devenir roi, s'apprête à le trahir pour Charlemagne.
À l'acte second, nous sommes au camp de Charlemagne, qui attend dans l'incertitude de pouvoir passer les Alpes, quand vient le rejoindre le diacre Martino, envoyé par l'archevêque de Ravenne et porteur de bonnes nouvelles sur la situation difficile des Lombards ; il révèle à l'empereur franc un passage inconnu à travers les Alpes. Charles, raffermi, prend la décision de les franchir.
Au troisième acte, Adalgis, qui veut défendre l'honneur de son père et du royaume en sachant qu'il va combattre pour une cause perdue, se jette courageusement dans la bataille, alors que tout s'écroule autour de lui. Son attitude est l'antithèse de la trahison des ducs, gagnés par Svarto, qui se rendent à Charles.
Ermengarde meurt dans un couvent de Brescia à l'acte IV, victime du glaive qui fait la loi et de son amour. Sur les murs de Pavie, le duc Guntigi prépare la dernière trahison.
Nous assistons au V acte à la chute du monde lombard ; dans un château de Vérone, les ducs lombards somment Adalgis de se rendre au vainqueur. Charlemagne a un entretien dans son camp sous Vérone avec Didier, tandis que nous assistons à la mort d'Adalgis, qui prie Dieu d'accueillir son âme fatiguée.